# Engraulicypris
Engraulicypris (Syn.: Mesobola Howes, 1984) ist eine Gattung kleiner Süßwasserfische aus der Familie der Karpfenartigen und besteht aus sieben Arten. Die Gattung kommt in Flüssen und Seen des südlichen Afrika vor.

## Merkmale
Die Fische werden 4 bis 13 cm lang und besitzen einen langgestreckten Körper. Ähnlich wie bei den marinen Sardellen reicht ihr großes Maul bis zum Hinterrand der Orbita oder darüber hinaus, ein Merkmal das zum Gattungsnamen geführt hat (Engrauli von Engraulidae (Sardellen) + cypris von Cyprinidae (Karpfenfische)). Weitere diagnostische Merkmale der Gattung sind das Fehlen eines beschuppten Lappens an der Basis der Brust- oder Bauchflossen, eine Rückenflosse die hinter dem Mittelpunkt der Standardlänge beginnt und mehr oder weniger genau über dem Beginn der Afterflosse liegt und Brustflossen, die nicht bis zum Beginn der Afterflosse reichen. Engraulicypris-Arten sind weitgehend einfarbig ohne senkrechte Bänder oder Streifen.

## Arten
- Engraulicypris bredoi Poll, 1945
- Engraulicypris brevianalis (Boulenger, 1908)
- Engraulicypris gariepinus (Barnard, 1943)
- Engraulicypris howesi Riddin et al., 2016
- Engraulicypris ngalala Riddin et al., 2016
- Engraulicypris sardella (Günther, 1868)
- Engraulicypris spinifer Bailey & Matthes, 1971
- Engraulicypris whitei van der Horst, 1934